# Fistularioides
Fistularioides è un genere di pesci ossei estinto, appartenente ai singnatiformi. Visse nell'Eocene medio (circa 50 milioni di anni fa) e i suoi resti fossili sono stati ritrovati in Italia, nel famoso giacimento di Bolca.

## Descrizione
Questo pesce era di dimensioni medio - piccole, e solitamente non superava i 25 centimetri di lunghezza. Il corpo era estremamente allungato, molto sottile. La testa era stretta e lunga, dotata di piccoli occhi e di un muso estremamente lungo ma robusto, a forma di tubo e terminante in una piccola apertura boccale. Le pinne dorsale e anale, di forma triangolare, erano sostanzialmente opposte e posizionate piuttosto indietro, mentre la pinna caudale, biforcuta, terminava in una struttura simile a un filo.

## Classificazione
Il genere Fistularioides è noto per fossili ritrovati nel giacimento di Bolca, in provincia di Verona, ed è stato descritto per la prima volta nel 1980 da Blot. A questo genere sono state attribuite le specie F. phyllolepis e F. veronensis, entrambe di Bolca. 

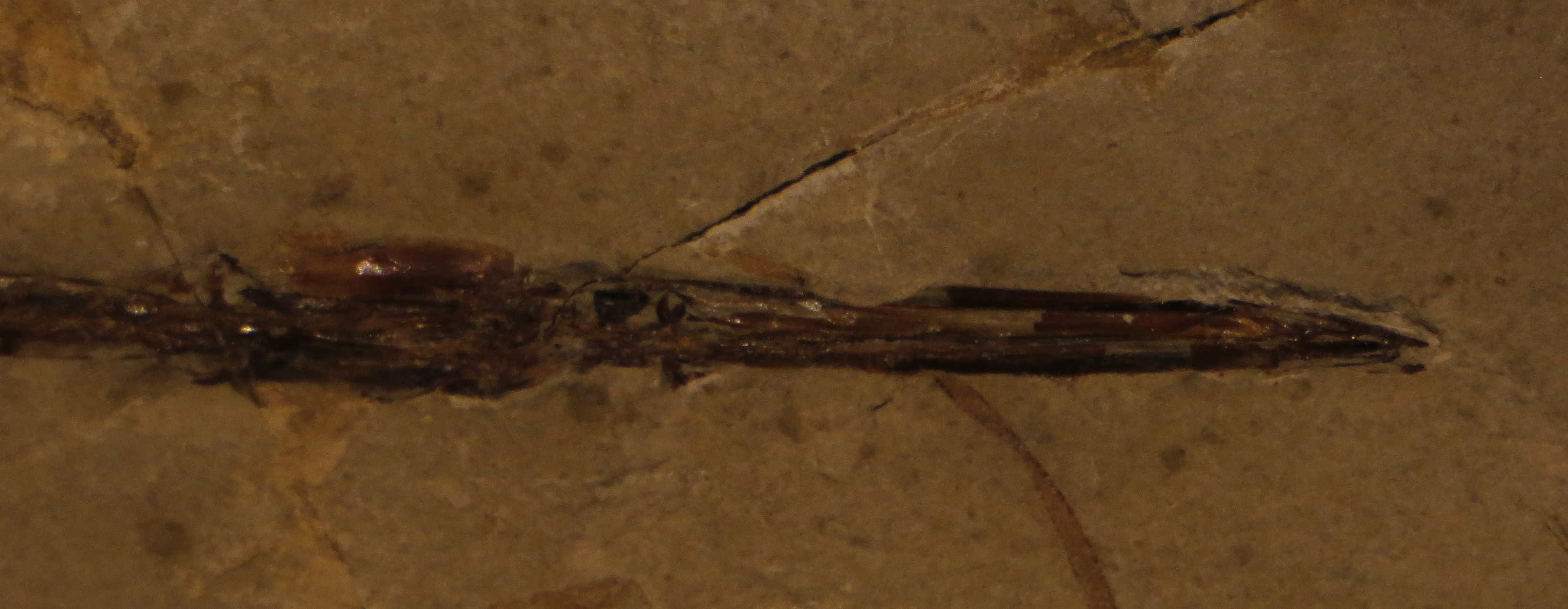
Cranio di Fistularioides veronensis

Fistularioides appartiene ai singnatiformi, un gruppo di pesci dal corpo sottile e allungato; in particolare, affinità sono state proposte con l'attuale pesce flauto (Fistularia); in ogni caso, Fistularioides è stato ascritto alla famiglia Fistularioididae, comprendente anche l'affine Pseudosyngnathus, rinvenuto sempre a Bolca.